# Kamoenai
Kamoenai (神恵内村?) è un villaggio giapponese della prefettura di Hokkaidō.